# Arte fenícia

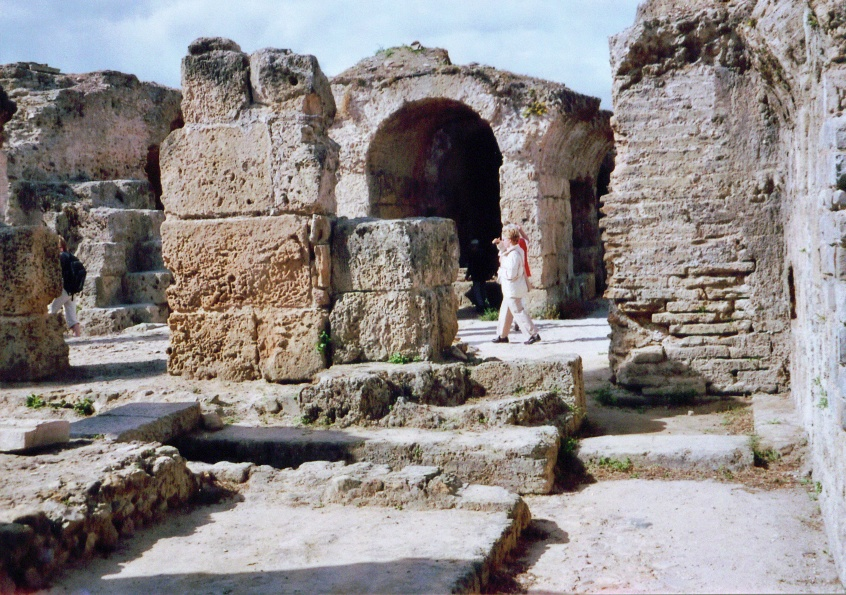
Ruínas de Cartago.

A arte fenícia refere-se à expressão artística dos Fenícios um povo semita do mundo antigo. Sua origem é desconhecida, mas se estabeleceu na Fenícia (região mediterrânea correspondente ao Líbano, Síria e Palestina) por volta de 3000 a.C.. Os Fenícios eram altamente civilizados (inventaram um sistema de escrita anterior ao alfabeto moderno) e eram hábeis comerciantes marítimos, chegando a fundar colônias através do Mediterrâneo, principalmente Cartago. Atingiram o auge do poderio entre 1200 e 800 a.C.. Foram conquistados pelos Persas no século VI a.C..
Sua arte mais típica é representada nos escaravelhos de jaspe verde, encontrados principalmente nos cemitérios cartagineses da Sardenha e de Ibiza. No período helenístico, destacaram-se na confecção de sofisticados sarcófagos de mármore e ficaram famosos como artistas e artesãos, mas poucos trabalhos em larga escala sobreviveram até nossos dias. No entanto, graças à sua atividade mercantil, os pequenos artefatos chegaram a se difundir pelo mundo mediterrâneo, muitos deles encontrados em escavações. Sobressaíram-se também na confecção de objetos de luxo, como joias, estatuetas, garrafas de vidro e alabastro, caixas de marfim e recipientes de bronze.